# 2MASS J05591914-1404488
2MASS J05591914-1404488 ist ein Brauner Zwerg der Spektralklasse T4,5 im Sternbild Hase. Seine Position verschiebt sich aufgrund seiner Eigenbewegung jährlich um 0,66 Bogensekunden. Zudem weist er eine Parallaxe von 97,7 Millibogensekunden auf. Er wurde 2000 von Adam J. Burgasser et al. entdeckt.